# Limsdorf
Limsdorf (niedersorbisch Limšojce) ist ein Ortsteil von Storkow (Mark) im Landkreis Oder-Spree.
Zu Limsdorf gehören die Ortsteile Möllendorf und Schwenow am Schwenowsee.

## Geografie
Limsdorf liegt östlich des Grubensees, des Melang- und des Springsees. Insbesondere der Grubensee ist bekannt für seine sehr gute Wasserqualität.
Sowohl der Grubensee als auch der Springsee verfügen über Naturzeltplätze, welche diverse Aktivitäten in der Natur ermöglichen. Die Ostgrenze der Gemarkung Schwenows wird zum Teil vom Blabbergraben markiert. Hier befinden sich, allerdings bereits auf der Gemarkung von Görsdorf, die Bodendenkmäler Räuberberg und Blabbermühle. Südlich von Schwenow folgt die Gemarkung Werders, wie Görsdorf ein Ortsteil der Gemeinde Tauche.
Auf der östlichen Limsdorfer Gemarkung liegt das Reichardtsluch, das vom Schwenowseegraben durchflossen wird. Aufgrund seiner repräsentativen regionalen Schwerpunktvorkommen der „streng zu schützenden“ Arten Kammmolch (Triturus cristatus) und Rotbauchunke (Bombina bombina) wurde das Luch in den 2000er Jahren als Ergänzung in das FFH-Gebiet Schwenower Forst im Natura 2000 Verbund einbezogen (FFH-Gebiet Schwenower Forst Ergänzung).

## Geschichte
Limsdorf wurde als Angerdorf angelegt. Ein Bestehen des Ortes lässt sich seit 1393 nachweisen. 
Am 1. Juli 1950 wurde die bis dahin eigenständige Gemeinde Möllendorf eingegliedert.
Limsdorf wurde am 31. März 2002 nach Storkow eingemeindet.

## Sehenswürdigkeiten
Limsdorf hat zwei zu den Baudenkmälern der Region Storkow zählende Sehenswürdigkeiten:
- die um 1700 erbaute  Dorfschmiede auf dem Anger von Möllendorf
- einen Gedenkstein an das 1943 durch das NS-Regime ermordete Ehepaar Erich Garske und Charlotte Garske am Springsee

## Militär
500 Meter nordwestlich der Ortslage Limsdorf liegt die HF-Funksendestelle Limsdorf der Bundeswehr, die sie 1990 von der Nationalen Volksarmee (NVA) übernommen hatte. Die Anlage war in der NVA als Funksendeamt 1 dem Nachrichtenregiment 14 unterstellt.